# Вольська (цибуля)
Во́льська (Цибуля Вольська [ріпчаста]; пол. Wolska; рос. Вольский [лук репчатый]) — сорт цибулі ріпчастої жовтої виведений у Польщі.
Придатен для однорічного циклу вирощування цибулі.

## Характеристика
Пізньостиглий транспортабельний сорт універсального використання.
Вегетаційний період 130—150 днів. Цибулини округло-ромбоподібні, щільні, вагою 100—160 г. Сухі зовнішні луски тоненькі, солом'яного кольору, внутрішні білі. Соковиті луски гострі на смак, м'ясисті. Визріває добре.
Придатний для довгострокового зберігання.
Використовується в кулінарії в будь-якому вигляді протягом року.
Культивується в Україні та Польщі.